# Estación Contulmo
Contulmo fue una estación ferroviaria ubicada en la comuna chilena homónima la Región del Biobío, y que fue parte del ramal Los Sauces-Lebu. Actualmente la vía se encuentra levantada pero el edificio de la estación es utilizado como residencia.

## Historia

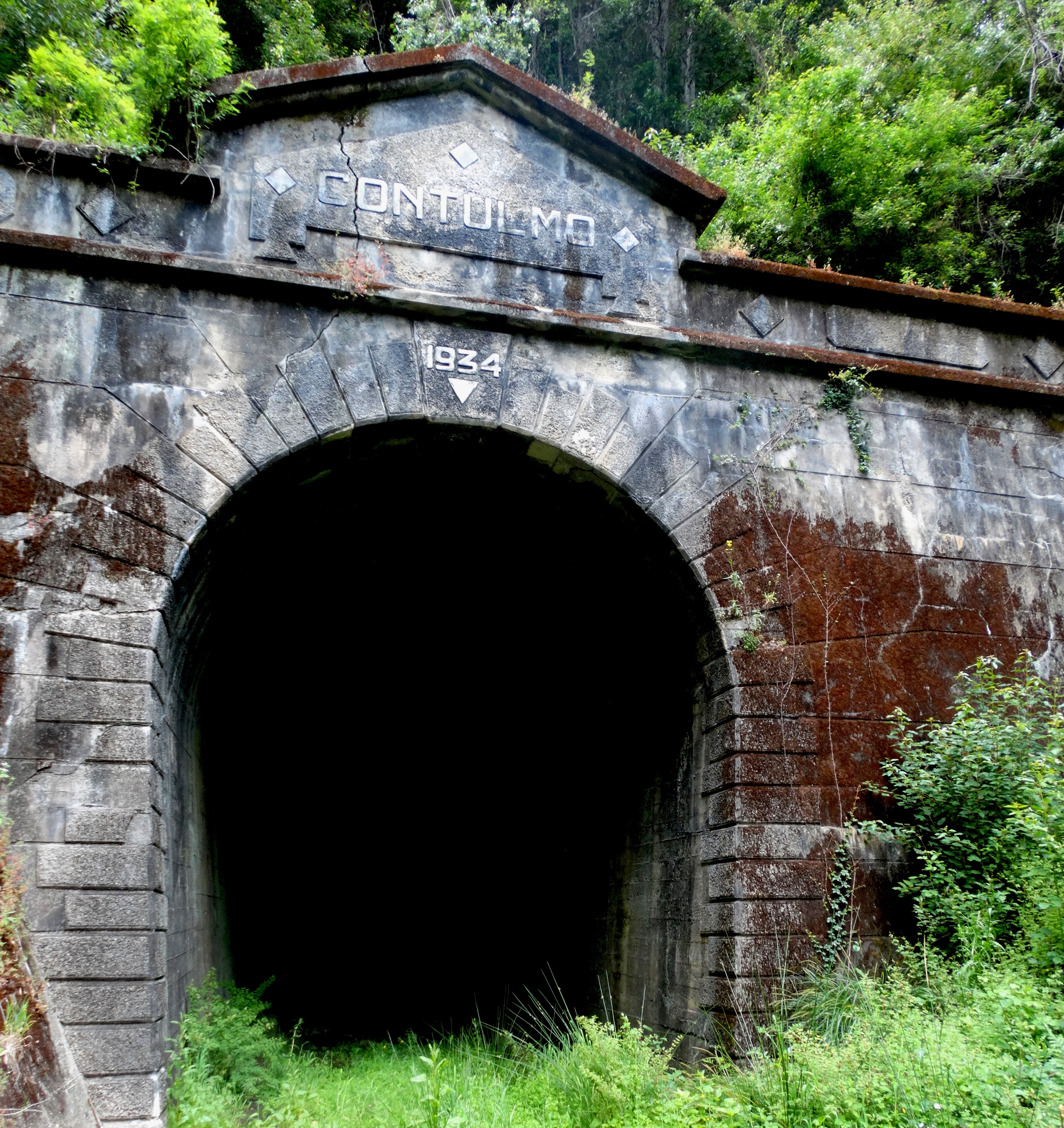
Túnel Contulmo, parte de la red del ramal Los Sauces-Lebu, que se encuentra al este de la estación y finalizado en 1934.

Con el inicio de la planificación y estudios de un ferrocarril que uniera al puerto de Lebu con la red central, varios estudios se realizaron entre 1894 a 1905, pero para 1915 la empresa "The Chilian Eastern Central Railway Company" estaba con problemas financieros y con el tramo entre estación Los Sauces y Guadaba listos; y tuvo que venderle su parte a la Compañía Carbonífera de Lebu, quien siguió los trabajos en 1923. El ferrocarril llegó a esta estación en 1934, con la culminación de la construcción de la sección del ferrocarril entre desde estación Peleco hasta estación Nahuelbuta.
Debido a la tarea de atravesar la cordillera de Nahuelbuta, el ferrocarril entero entró en operaciones en 1939. Sin embargo, este paradero fue creado después de la adquisición y apertura por parte del estado. Esta estación sucede al túnel ferroviario Nahuelbuta; la estación en particular poseía la infraestructura necesaria para acomodar las necesidades requeridas para poder atravesar el túnel ferroviario Nahuelbuta.
El 20 de octubre de 1998 la Empresa de los Ferrocarriles del Estado da de baja el ramal entre Purén y Lebu; y en 2005 se entrega el permiso estatal para la remoción de todo bien mueble e inmueble del ramal. La línea no existe, pero el edificio de le estación está siendo utilizado como vivienda particular.